# Marc Bischoff

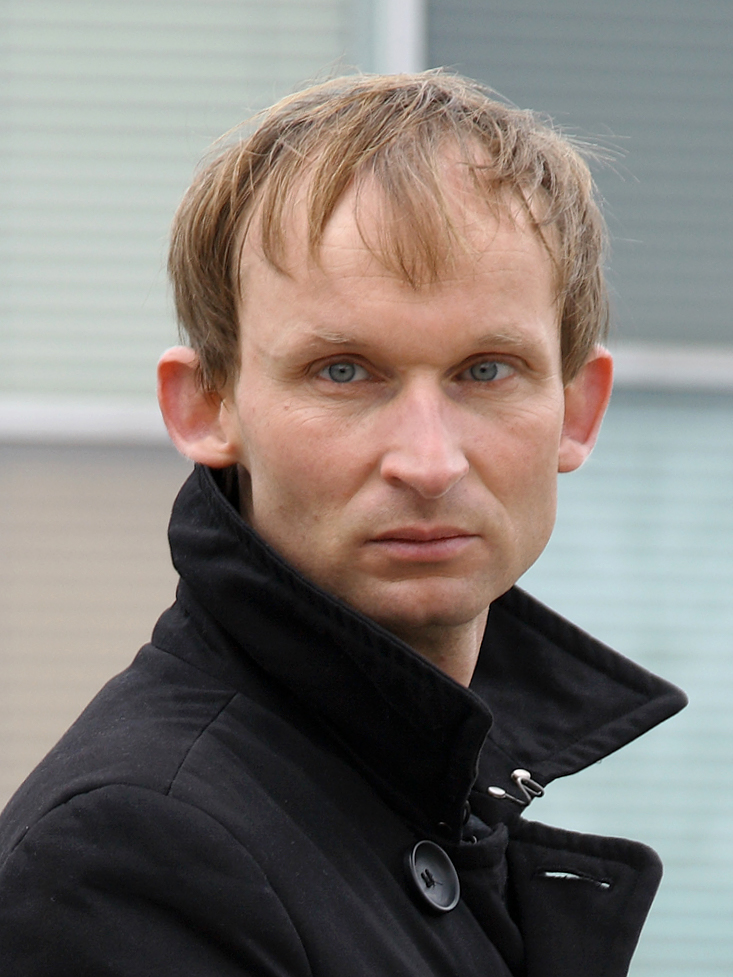
Marc Bischoff (2008)

Marc-Michael Bischoff (* 1969 in Berlin) ist ein deutscher Schauspieler.

## Leben
Bischoff wuchs in Bochum auf und studierte von 1987 bis 1991 Musik und Schauspiel an der Hochschule für Musik Detmold und am Studio TIP Berlin (ehemals Meisterklasse der ADK der DDR). Ab 1993 spielte er an den Theatern Celle, Zittau, Dresden, Köln und Berlin, bevor er sich ab 2000 auf die Filmarbeit konzentrierte. In der Produktion der Berliner Festspiele 2008 Hommage à Klaus Nomi unter der Regie von Ulrike Ottinger stand er in der Rolle des Klaus Nomi wieder auf der Bühne.
Seit 1994 spielte Bischoff in etwa 50 Kino- und TV-Produktionen, darunter Lola rennt (Tom Tykwer), Good Bye, Lenin! (Wolfgang Becker), Duell – Enemy at the Gates (Jean-Jacques Annaud), (T)Raumschiff Surprise – Periode 1 (Michael Herbig), Alles auf Zucker! (Dani Levy), The Piano Tuner of Earthquakes (Quay Brothers), Taxidermia (György Pálfi) und Die Päpstin (Sönke Wortmann).
Neben seiner Filmarbeit wirkt Bischoff bei Hörspielproduktionen mit. Außerdem spielt er Gitarre und Violoncello. Bischoff lebt in Berlin und zeitweise in Südnorwegen.

## Filmografie (Auswahl)
- 1998: Lola rennt
- 1999: Aimée & Jaguar
- 2001: Duell – Enemy at the Gates (Enemy at the Gates)
- 2003: Good Bye, Lenin!
- 2004: (T)Raumschiff Surprise – Periode 1
- 2004: Tatort – Gefährliches Schweigen (Fernsehreihe)
- 2005: The Piano Tuner of Earthquakes
- 2005: Axel! will’s wissen (Fernsehserie)
- 2006: Taxidermia
- 2007: Der Staatsanwalt – Hungrige Herzen
- 2007: Tatort – Dornröschens Rache (Fernsehreihe)
- 2007: Tatort – Die dunkle Seite (Fernsehreihe)
- 2009: Die Päpstin
- 2009: Die Entbehrlichen
- 2009: Schloss Einstein (Fernsehserie)
- 2012: Tatort – Es ist böse (Fernsehreihe)
- 2012: Notruf Hafenkante – Held des Tages (Fernsehserie)
- 2013: Die Goldene Gans
- 2014: Amour Fou
- 2016: Tatort – Die Geschichte vom bösen Friederich
- 2016: Tatort – Dunkelfeld

## Auszeichnungen
- 2013: Deutscher Schauspielerpreis („Starker Auftritt“ für Tatort: Es ist böse)